# Gérard Decherchi
Gérard Decherchi (ur. 3 stycznia 1947, zm. 1 lutego 2021) – francuski judoka. Uczestnik mistrzostw świata w 1975. Zajął drugie miejsce w drużynie na mistrzostwach Europy w 1977. Złoty medalista wojskowych MŚ w 1966. Trzeci na ME juniorów w 1966 i 1968. Mistrz Francji w 1977 roku.